# Томас II Савойски
Вижте пояснителната страница за други личности с името Томас Савойски.
Томас II Савойски или Томас II Пиемонтски (на италиански: Tommaso II di Savoia, на френски: Thomas II de Savoie dit Thomas II de Piémont; * ок. 1999 или ок. 1202, замъка на Монмелиан, Савойско графство; † 7 февруари 1259, Шамбери, пак там) е господар на Пиемонт (1233 – 1259), граф на Фландрия и на Ено (jure uxoris) (1237 – 1244), регент-граф на Савоя, на Аоста и на Мориен, регент на племенника си Бонифаций Савойски (1253 – 1259), маркграф на Торино и на Ивреа, имперски викарий за Северна Италия (1242), принц на Капуа (1252).

## Произход
Според френския историк Самюел Гишенон Томас II е роден около 1199 г., а според уеб страницата MedLands – около 1202 г. в замъка на Монмелиан – един от политическите центрове на Савойското графство. Според Гишенон той е третият син на Томас I Савойски (* 1178, † 1233), 9-и граф на Савоя, граф на Аоста и на Мориен, и на съпругата му Беатриса (Маргарита) Женевска (ок. 1180 – 1257). Според френския медиавист Бернар Демоц Томас е шестото дете и четвъртият син на Томас I, а според Sabaudia.org той е третият му син – след Амадей и Хумберт. Според различни източници Томас II има шест братя и две сестри:
- Амадей IV (* 1197 † 1253), 10-и граф на Савоя, граф на Аоста и на Мориен (1233 – 1253), имперски викарий за Пиемонт
- Беатриса (* 1198, ок. 1205 или 1206, † 1265 или 1266, или 1267), графиня на Прованс и Форкалкьо като съпруга на Раймон Беренгер IV, граф на Прованс и на Форкалкьо, майка на 4 кралици: Маргарита, Елеонора, Санча и Беатрис
- Маргарита (* 1212, † 1270 или 1273)
- Аймон (* 1200, † 1238 или 1242), апанаж във Вале и Шабле (1234 – 1237), господар на Агон, Шабле, Шийон, Морж и Вилньов
- Вилхелм (ок. 1201 † 1239), епископ на Валанс (1224/1226 – 1239), принц епископ на Лиеж и на Уинчестър (1238 – 1239)
- Петър II, Малкият Карл Велики (* 1203 † 1268), 12-и граф на Савоя, граф на Аоста и на Мориен (1263 – 1268), господар на Во (1233 – 1268), граф на Ричмънд (1241), съпруг на Агнес дьо Фосини
- Бонифаций (* ок. 1206 или 1207 † 1270), приор на Нантюа, епископ на Беле (1232) и архиепископ на Кентърбъри (1241 – 1268), приор на Англия (1241), епископ на Дърам, в английския двор с братята и племенницата си Елеонора, беатифициран от папа Григорий XVI (1838)
- Филип I (* 1207 † 1285), 13-и граф на Савоя, граф на Аоста и на Мориен (1268 -1285), архидякон на Мец (1229), епископ на Лозана (1239), епископ на Валанс (1245) и архиепископ на Лион (1246 –1267), съпруг на Аделхайд (Алиса) от Андекс–Мерания, пфалцграфиня на Бургундия

Други източници добавят още братя и сестри:
- Аймон († 1238), господар на Вале
- Хумберт († 1223)
- две сестри († пр. 1254 като малки)
- Алиса или Алазия († 1277), игуменка на манастира „Сен Пиер де Теро“ в Лион (1250)
- Агата († сл. 1279), монахиня и след това игуменка на манастира „Сен Пиер де Теро“ в Лион.

Той има и трима природени братя и една природена сестра от извънбрачни връзки на баща си с различни жени.

## Биография

### Младежки години
Като третороден син Томас II е предопределен за църковна кариера подобно на останалите си непървородни братя: той е духовник през 1224 г., което е потвърдено от споразумение с епископа на Сион, сключено от баща му, най-големия му брат Амадей, майка им Беатриса (Маргарита) Женевска, него самия и братята му – църковните лица Вилхелм, Петър и Бонифаций. Той заедно с всичките си все още живи братя: Амадей, Аймон, Вилхелм, Петър, Бонифаций и Филип е споменат и относно дарение от 26 февруари 1231 г. на майката им Маргарита към Абатство Откомб. 
През 1227 г. Томас е пробст на Валанс, от 1224 до 1227 г. е свещеник първо в Лозана, а после – в катедралата на Лион. През 1232 г. пред него са затворени вратите както на Лозанската митрополия, така и на архиепископията в Лион и вероятно заради това той изоставя църковния живот през 1233 г.
Баща му Томас I умира на 1 март 1233 г. и по-големият му брат Амадей става 10-и граф на Мориен и на Савоя под името Амадей IV Савойски. През 1235 г. Томас е назначен от него за Генерален губернатор на земите му, но не остава такъв за дълго. Амадей IV му дава цялата земя, която има в Пиемонт като апанаж, при условие че запази суверенитета и юрисдикциите си. Въпреки това френският медиевист Бернар Демоц посочва, че в акт от Беле Амадей нарича Томас „Господар (синьор) на Пиемонт“, без обаче да предоставя подробности относно реалните му владения с изключение на това, че те са „под Авиляна“, т.е. това са владенията на Хумбертините под Замъка на Авиляна – на юг от Вал ди Суза.
На 23 септември 1235 г. брат му Амадей IV съставя завещание, в което постановява, че при липса на наследник от мъжки пол негов наследник е брат му Томас, без да споменава по-големия им брат Аймон.
През 1236 г. Томас пребивава в кралския двор на Франция заедно с племенницата си Маргарита Прованска (* 1221, † 1295) – кралица на Франция (1234 – 1270) и съпруга на крал Луи IX. Френският крал го дарява с Ордена на шушулката и с Колана на рицар като повечето млади господа, дошли на празниците в Санс. Томас се харесва на краля, който го задържа при себе си, назначава го в армията си и му поверява важни преговори. Луи IX му разрешава да се ожени за Йохана Константинополска – графиня на Фландрия и на Ено, вдовица на Фердинанд Фландърски († 1233) и най-голямата дъщеря и наследница на Балдуин IX – латинският император на Константинопол и на съпругата му Мария Шампанска. Сватбата е отпразнувана в Гент през 1237 г., след смъртта на дъщерята на Йохана от първия ѝ брак – Мария.

### Граф на Фландрия и на Ено
Томас остава в Гент седем години, за да управлява новите си земи и пребивава почти за постоянно във Фландрия и Ено. Налага му се да води сериозна борба с херцога на Брабант Хайнрих II.
На 19 юли 1238 г. брат му Амадей IV Савойски преработва завещанието си, в което постановява, че при отсъствие на мъжки наследник негов наследник е брат му Томас, последван от Филип и след това от Петър, с клаузата, че те ще трябва да изплатят неговите дългове и тези на баща им Томас I. На 2 ноември 1240 г. той съставя завещание за трети път и постановява, че при отсъствие на мъжки наследник негов наследник е брат му Томас, който обаче има задължението да изплати всичките негови дългове, както и тези на баща им и на починалия им брат Хумберт. Този документ предполага, че финансовите съображения може би играят роля в определянето на Томас за наследник в ущърб на по-големия му брат Аймон (по-големият му брат Хумберт умира през 1223 г.) поради печелившия му брак с Йохана I Константинополска.
Лоялността му като граф на Фландрия е разделена между кралете на Франция и Англия. През 1239 г. Томас отива в Англия, за да отдаде почит на крал Хенри III. Докато е там, племенницата му Елеонора Прованска – кралица на Англия ражда бъдещия крал Едуард I. След като признава Хенри за свой сюзерен, Томас получава годишен доход от 500 марки. Той посещава отново семейството около Великден 1240 г. и Хенри III му дава подарък, извлечен от земите на графа на Лестър и Честър Симон V дьо Монфор.
Томас и съпругата му са доста щедри към местните църкви. Той разбира нуждите и на нововъзникващата търговска класа и работи за осигуряването на по-добри права за нея, което включва предоставяне на нови харти и преструктуриране на управлението на ключови градове като Даме и Брюж.
През юли 1243 г. Томас и брат му Амадей IV са принудени от незаконния син на император Фридрих II – Енцо от Сардиния да се присъединят към обсадата на Верчели, който от привърженик на императора е станал съюзник на папата. Нападението над града е безуспешно и братята са отлъчени заради него. Когато те пишат на новия папа Инокентий IV, за да обжалват, той удовлетворява искането им и добавя, че Томас ще бъде защитен от отлъчване без папско разрешение.
През 1243 г. Томас все още няма потомци. На 15 декември 1244 г. съпругата му умира от болест в Маркет и големите му феоди преминават в ръцете на балдъзата му Маргарита II Фландърска. Тогава крал Луи IX моли граф Амадей IV Савойски да даде на брат си естествен апанаж, за да го компенсира за загубения. Веднъж овдовял, Томас трябва да преотстъпи правата си над Фландрия на съпруга на Маргарита – Вилхелм III от Дампиер и да се върне в Савоя.

### Господар на Пиемонт
През юни 1247 г. Томас II се сражава заедно с брат си граф Амадей IV и Върховното командване на Имперската армия срещу съюзниците на папата в Северна Италия. През същата година Амадей IV го прави маркграф на Пиемонт, запазвайки суверенитета си над територията.
През 1248 г. Томас съставя завещание, разпореждайки се универсален негов наследник да бъде евентуален негов син или негова дъщеря от законната му съпруга. Завещанието е предадено на брат му Амадей IV Савойски, за да го съхранява. През същата година двамата братя са имперски посланици при папа Инокентий IV, за да търсят помирение между папата и императора на Свещената Римска империя Фридрих II, но вероятно дори не успяват да говорят с него. В края на годината Фридрих II дава на Томас права и феоди в Пиемонт, включително градовете Ивреа и Торино, Монкалиери и Кастелвекио, и го прави свой имперски викарий за Северна Италия – Ломбардия и Пиемонт.
И след смъртта на император Фридрих II през 1250 г. брат му Амадей IV продължава да бъде привърженик на империята, докато Томас се сближава с папството.
През 1251 г. Томас се жени без папско разрешение за Беатриче Фиески – племенница на папа Инокентий IV, след като отлъчването на Томас е отменено, а отлъчването на Амадей е отменено през 1252 г. Бракът е уреден като част от процеса на помирение между брата на Томас – Амадей IV Савойски и папа Инокентий IV след смъртта на император Фридрих II през 1250 г. Като зестра Беатриса му носи замъка в Риволи и този във Виана с Вал ди Суза.
След вторите избори за крал на Германия, състояли се на 25 март 1252 г., Вилхелм II Холандски предоставя на Томас феода Бруино с благоволението на папата.
Амадей IV след раждането на сина му Бонифаций съставя четвърто завещание през 1252 г., в което го посочва като свой универсален наследник, а през 1253 г. пише пето завещание, с което утвърждава Бонифаций за свой наследник под опеката на брат си Томас.
Томас получава от брат си разрешение да построи резиденция край езерото Бурже, близо до устието на река Leysse, в която дворът му се събира на празници.

### Регент-граф на Савоя
Братът на Томас Амадей IV умира на 13 юли 1253 г. и на 9-годишна възраст го наследява единственият му син Бонифаций Савойски под опеката на майка му Сесилия дьо Бо и под регентството на самия Томас – господар на Пиемонт. Други двама френски историци – Виктор дьо Сен-Жони и Жан Фрезè също потвърждават, че Бонифаций става граф на Савоя на 9 – 10-годишна възраст под регентството на чичо си Томас. Томас управлява до навършване на пълнолетие на племенника си през 1259 г.
След смъртта на Амадей IV двамата братя на Томас и чичовци на Бонифаций – Петър и Филип желаят разделянето на феодите, но Томас успява да ги убеди да приемат апанаж, предоставен им от Амадей. Според Гишенон чичовците принуждават Томас да сложи синя нишка върху семейния герб.
През 1255 г., по съвет на Томас, Графство Савоя се намесва във войната за наследството на Фландрия и Ено на страната на графинята на Фландрия и на Ено и балдъза на Томас II – Маргарита II Фландърска. В конфликта се противопоставят Дом Авеснес и Дом Дампиер, като Дампиер е победен военно. 12-годишният Бонифаций също следва чичо си в експедицията във Фландрия.
След като жителите на Република Асти признават новия император на Свещената Римска империя Конрад IV Швабски, папа Инокентий IV принуждава Томас да им обяви война в съюз с жителите на Торино и на Киери, и с Маркграфа на Монферат Вилхелм VII. Междувременно племенникът на Томас – Бонифаций Савойски се завръща в Савоя. Братята на Томас – Петър и Филип повеждат армия през 1256 г. и карат до края на годината да се сключи споразумение с преговори, чрез което градовете са признати за независими, макар че не постигат териториалните или икономическите ползи, към които първоначално се стремят. Торино, който през 1255 г. се присъединява към коалицията от комуни начело с Асти, до 1270 г. е под господството на Асти, след това до 1276 г. – под това на Шарл Анжуйски и накрая е под господството на Вилхелм VII Монфератски, комуто предстои да бъде отнет чрез пленяването му от Томас III Савойски. На 8 февруари 1257 г. в Монтебруно жителите на Асти побеждават съюзниците и пленяват граф Томас, който, за да си възвърне свободата, трябва да приеме унизителна сделка, да се откаже от всичките си права над Торино, Кариняно и другите съседни земи. В отговор на това папа Александър IV поставя под запрещение Торино и Асти, а английският крал Хенри III хвърля в затвора всички ломбардци в кралството. Френският крал Луи IX арестува 150 търговци от Асти по настояване на съпругата си (племенница на Томас) Маргарита Прованска. Беатриса Савойска прави същото в своите територии в Прованс.

### Смърт и наследство
Томас II умира през 1259 г. в Шамбери, като според Матей Парижки – отровен. Погребан е в презвитериума на катедралата на Аоста. В титлите „граф на Мориен“ и „господар (сеньор) на Пиемонт“ е наследен от най-големия си син Томас с името Томас III Савойски. Племенникът му Бонифаций Савойски, който е оставен да управлява графството сам, се завръща в партията на гибелините при своя шурей Манфред – регент на Кралство Сицилия и умира на 18 г. през 1263 г.

## Брак и потомство
Томас II се жени два пъти:
1. ∞ 2 април 1237 в Гент за графиня Йохана Фландърска/Константинополска/от Хегенау (* 1200 във Валансиен, † 5 декември 1244 в Маркет), дъщеря на император Балдуин I, с което до нейната смърт е граф на Фландрия и на Хенегау. Бракът е бездетен. Овдовява.
2. ∞ 1245/1251 или 1251 г. сл. юни Беатриче Фиески († 8/9 юли 1283), племенница на папа Инокентий IV и дъщеря на Теодор Фиески, граф на Лаваня, и на съпругата му Симона де(ла) Волта (ди Капо Корсо). Имат трима сина и две или три дъщери, от които синовете и една дъщеря (Елеонора) се споменати в завещанието на леля им Беатрис Савойска:
- Томас Савойски (* август 1248[1][56] или ок. 1252[3], Савоя; † 16 май 1282[1], Сен Жони сюр Гие[N 9][3][56]), под името Томас III Савойски е господар (сеньор) на Пиемонт и граф на Мориен (1259 – 1282), ∞ май 1274 за Гуя (Гая) дьо Шалон (Бургундска-Конте) († 1316), от която има пет сина;
- Амадей Савойски (* 4 септември 1249[1][2] или ок. 1253[3], Бурже дю Лак (Боргето);[N 10] † 16 октомври 1323, Авиньон[1][2][3]), 14-и граф на Савоя с името Амадей V Савойски, нар. още Великия (1285 – 1323), 1. ∞ 5 юли 1272 г. в Лион за Сибила дел Балцо/Сибил дьо Бо (* 1255, † 27 май/28 февруари 1294) – господарка на Баже,[N 11] на Брес и на Мирибел, от която има трима сина и три дъщери 2. ∞ април 1297 за Мария Брабантска (* ок. 1278, † сл. 2 ноември 1338) – дъщеря на Ян I Победител, херцог на Брабант и на Лимбург и на съпругата му Маргарита дьо Дампиер от графовете на Фландрия; имат четири дъщери;
- Лудвиг Савойски (* 1250[1][2] или ок. 1254;[3] † сл. 10 януари 1302,[1][2] 10 януари/27 април 1303[3] или вероятно 8 януари 1303[3], Неапол), 1-ви барон на Ваат с името Лудвиг I Савойски или Лудвиг I от Ваат (1285 – 1302), господар на Мудон,[N 12] Ромон, Ру, Контре, Сайон,[N 13] Нион и Обон[N 14] (1286), 1. ∞ за Аделина дьо Лорен (* пр. 1251, † ок. 1278[1]), от която има една дъщеря. 2. ∞ 1278 за Жана дьо Монфор († 1300), от която има четирима сина и осем дъщери;
- Контесона Савойска († сл. 14 януари 1264) – вероятна;[3]
- Елеонора Савойска († 24 август[3] или 6 декември 1296[1]), господарка на Шатоньоф, през 1273 се отказва от правата си за наследство,[2] ∞ 1270 за Луи I дьо Форе/дьо Божо († 23 август 1295), господар на Домб[N 15] и на Божо;[N 16] имат шест сина и шест дъщери.[57]
- Алиса Савойска († 1 август 1277).[1][2][3]

### Първични източници
- ((la))} Matthæi Parisiensis, Monachi Sancti Albani, Chronica Majora, vol. III.
- ((la)) Matthæi Parisiensis, Monachi Sancti Albani, Chronica Majora, vol. V.
- ((la)) Matthæi Parisiensis, Monachi Sancti Albani, Chronica Majora, vol. VI.
- ((la)) Monumenta Germaniae Historica, Scriptores, tomus V.
- ((la)) Monumenta Germaniae Historica, Scriptores, tomus IX.
- ((la)) Monumenta Germaniae Historica, Scriptores, tomus XXI.
- ((la)) Monumenta Germaniae Historica, Scriptores, tomus XXIII.
- ((la)) Monumenta Germaniae Historica, Scriptores, tomus XXIV.
- ((fr)) Recueil des historiens des Gaules et de la France. Tome 12 1840 – 1904 Paris.
- ((la)) Domenico Carutti, Regesta comitum Sabaudiae
- ((la)) L. Wurstemberger, Peter der Zweite, Graf von Savoyen, Markgraf in Italien

### Историографска литература
- ((it)) Austin Lane Poole, L'interregno in Germania, cap. IV, vol. V (Il trionfo del papato e lo sviluppo comunale) della Storia del Mondo Medievale, 1999, pp. 128 – 152
- ((it)) Michelangelo Schipa, L'Italia e la Sicilia sotto Federico II, in Storia del mondo medievale, cap. V, vol. V, 1999, pp. 153 – 197
- ((it)) C.W., sotto Previté-Orton, L'Italia nella seconda metà del XIII secolo, cap. VI, vol. V, in Storia del Mondo Medievale, 1999, pp. 198 – 244.
- ((it)) E.F. Jacob, Inghilterra: Enrico III, in Storia del mondo medievale, vol. VI, 1999, pp. 198 – 234
- ((it)) Paul Fournier, „Il regno di Borgogna o d'Arles dal XI al XV secolo“, cap. XI, vol. VII (L'autunno del medioevo e la nascita del mondo moderno) della Storia del Mondo Medievale, 1999, pp. 383 – 410
- ((it)) Francesco Cognasso, Tommaso I ed Amedeo IV. Turin 1940
- ((fr)) Victor Flour de Saint-Genis, Histoire de Savoie, d'après les documents originaux,... Tome 1
- ((fr)) Samuel Guichenon, Histoire généalogique de la royale maison de Savoie, justifiée par titres
- ((fr)) Jean Frézet, Histoire de la Maison de Savoie Vol. 1. Turin 1816
- ((fr)) Histoire Générale de Languedoc avec des Notes, Tome V.
- ((fr)) Samuel Guichenon, Preuves de l'Histoire généalogique de la royale maison de Savoie, justifiée par titres
- ((fr)) Bruno Galland, Les papes d'Avignon et la Maison de Savoie: 1309 – 1409, Rome 1998
- ((de)) Marie José: Das Haus Sayoven, Stiftung Pro Castellione, 1994
- ((en)) Eugene L. Cox (1974). The Eagles of Savoy. Princeton: Princeton University Press. ISBN 0691052166
- ((en)) Charles William Previté-Orton, The Early History of the House of Savoy: 1000 – 1233. Cambridge, Cambridge University Press (reprint 2013) (1st ed. 1912)

### Други
- ((en)) Thomas II Comte de Savoie и архив Medieval Lands
- ((en)) The House of Savoy – Tommaso II и Ct Tomaso II of Savoy and Piedmont Genealogy
- ((en)) Thomas II DE SAVOIE Count of Savoy, Aosta & Moriana The Sign of Times
- ((it)) Savoia Enciclopedia genealogica del Mediterraneo
- ((fr)) André Palluel-Guillard, La Maison de Savoie, с. 12 Sabaudia.org
- ((fr)) Guido Castelnuovo, La Savoie au Moyen-Âge, 1032 – 1536 (8 стр. и приложения) Sabaudia.org

## Обяснителни бележки
1. ↑  Шато дьо Монмелиан (Château de Montmélian) е стар укрепен замък от 11 век, чиито останки се намират в дн. градче Монмелиан, деп. Савоа, Франция
2. ↑  Уеб страницата на Ведомствените архиви на деп. Савоа и От Савоа.
3. ↑  Санс (Sens) е град в дн. деп. Бургундия-Франш Конте във Франция.
4. ↑  Дн. град Маркет ле Лил (Marquette-lez-Lille), деп. Нор, Франция.
5. ↑  Според кралица Мария-Жозè Белгийска Томас II носи титлата „граф на Пиемонт“ от 1245 г., когато брат му дарява Пиемонт. Marie-José de Belgique vol. 1, Paris, A. Michel, 1956, 425 p., p. 40.
6. ↑  Подселище на днешния италиански град Нембро
7. ↑  Лак дьо Бурже (Lac de Bourget) в деп. Савоа е най-голямото езеро във Франция.
8. ↑  На 23 февруари 1255 г. Вилхелм VII е победен в Монтебруно от войските на Република Асти и взет в плен. Свободата му е възстановена с унизителен договор, който е нарушен от Ричард I от Корнуол – германско-римски крал и брат на английския крал Хенри III.
9. ↑  Днешно френско градче Saint-Genix-sur-Guiers в деп. Савоа.
10. ↑  Днешното френско градче Бурже дю Лак (Bourget-du-Lac) в деп. Савоа
11. ↑  Днешното френско село Баже льо Шател (Bâgé-le-Châtel) в деп. Ен
12. ↑  Днешният швейцарски град Мудон (Moudon), кантон Во.
13. ↑  Сайон (Saillion) е градче в дн. Кантон Вале, Швейцария
14. ↑  Обон (Aubonne) е градче в дн. Кантон Во, Швейцария
15. ↑  Домб (Dombes) е френска община в дн. деп. Ен,
16. ↑  Божо (Beaujeu) е френско градче в дн. деп. Рон

## Библиографски бележки
1. 1 2 3 4 5 6 7 8 9 10 11  Genealogy.eu. Ct Tomaso II of Savoy and Piedmont //   Посетен на 10.5.2020. (на английски)
2. 1 2 3 4 5 6 7  Enciclopedia genealogica del Mediterraneo //   Посетен на 10.5.2020. (на италиански)
3. 1 2 3 4 5 6 7 8 9 10 11 12 13 14 15 16 17 18  ES Foundation for Medieval Genealogy: COMTES de SAVOIE et de MAURIENNE 1060 – 1417 – THOMAS de Savoie
4. 1 2 3  Guichonnet, Paul. Histoire de la Savoie.   Privat, 1988. p. 171. (на френски)
5. 1 2 3  Galland, Bruno. Les papes d’Avignon et la Maison de Savoie (1309 – 1409). Т. 247.   Publications de l'École Française de Rome 1998. (на френски)
6. 1 2 3 4  Guichenon, Samuel. Histoire généalogique de la royale maison de Savoie, justifiée par titres, fondations de monastères, manuscrits, anciens monuments, histoires et autres preuves authentiques. Livres 1 – 2.   1660. p. 299. (на френски)
7. ↑  Charles Cawley. THOMAS de Savoie //  Medlands – Foundation for Medieval Genealogy.   Посетен на 2.5.2020. (на английски)
8. ↑  Jacquemoud, Joseph (Bon). Description historique de l'abbaye royale d'Hautecombe et des mausolées élevés dans son église aux princes de la maison royale de Savoie.   1843. p. 75. (на френски)
9. ↑  Guichenon, Samuel. Histoire généalogique de la royale maison de Savoie, justifiée par titres, fondations de monastères, manuscrits, anciens monuments, histoires et autres preuves authentiques. Livres 1 – 2.   1660. p. 255. (на френски)
10. ↑  Monumenta Germaniae Historica, Scriptores, Tomus XXIII, Chronica Albrici Monachi Trium Fontium, anno 1235,.   1925 – 1933. с. 938. (на латински)
11. ↑  Demotz, Bernard. Le comté de Savoie du xie au xve siècle : Pouvoir, château et État au Moyen Âge....   Genève, Slatkine, 2000. ISBN 2-05101-676-3. p. 468. (на френски)
12. 1 2 3  Palluel-Guillard, André. La Maison de Savoie: Thomas I, „L’ami des Communes“. //  Archives départementales de la Savoie et de la Haute-Savoie - Sabaudia.org.   Посетен на 8.5.2020. (на френски)
13. 1 2 3 4 5 6 7  de Saint-Genis, Victor Flour. Histoire de Savoie, d'après les documents originaux,.... Т. 1.   p. 248. (на френски)
14. ↑  Wurstemberger, L. Peter der Zweite, Graf von Savoyen, Markgraf in Italien. Т. doc n° 58.   с. 25. (на латински)
15. ↑  Wurstemberger, L. Peter der Zweite, Graf von Savoyen, Markgraf in Italien. Т. doc. 76.   с. 34. (на латински)
16. ↑  Regesta comitum Sabaudiae. Т. doc. DXXIX.   с. 193. (на латински)
17. ↑  Monumenta Germaniae historica. Scriptorum. Т. 23.   Leipzig, K. W. Hiersemann, 1925 – 1933. с. 930. (на латински)
18. ↑  Тази дата е цитирана в Regesta comitum Sabaudiae, doc. CDLIX, с. 170. Според Monumenta Germaniae Historica, Scriptores, Tomus XXIII, Chronica Albrici Monachi Trium Fontium, anno 1232, с. 930 Томас I Савойски умира през 1332 г.
19. 1 2  de Belgique, Marie-José. La maison de Savoie : La maison de Savoie : Les origines. Le Comte Vert. Le Comte Rouge. Т. 1.   Paris, A. Michel, 1956. p. 40. (на френски)
20. ↑  Demotz, Bernard. Le comté de Savoie du XIe au XVe siècle : Pouvoir, château et État au Moyen Âge.   Genève, Slatkine, 2000. ISBN 2-05101-676-3. p. 39 и 161. (на френски)
21. ↑  Wurstemberger, L. Peter der Zweite, Graf von Savoyen, Markgraf in Italien. Т. doc. 100.   с. 47. (на латински)
22. ↑  Grandmaison, Charles. Dictionnaire Héraldique: Contenant L'explication Et la Description Des Termes Et Figures Usités Dan.   BiblioBazaar LLC, 2009. p. 220. (на френски)
23. ↑  de Villeneuve-Trans, Louis François. Histoire de Saint Louis, roi de France.   p. 188. (на френски)
24. ↑  Monumenta Germaniae Historica, Scriptores. Т. V Annales Blandinienses.   1237. с. 31. (на латински)
25. ↑  Chevallier Georgette : 7, III, 185 (Vaugelas et Annecy); 7, XII, 63 – 88 Le séjour en Flandres et en Hainaut de Thomas II de Savoie
26. ↑  Wurstemberger, L. Peter der Zweite, Graf von Savoyen, Markgraf in Italien,. Т. doc. 116.   с. 56. (на латински)
27. 1 2  Wustremberger, L. Peter der Zweite, Graf von Savoyen, Markgraf in Italien. Т. doc.133.   с. 68. (на латински)
28. ↑  Cox, Eugene L. The Eagles of Savoy.   Princeton, Princeton University Press, 1975. ISBN 0691052166. p. 98 – 99. (на английски)
29. ↑  Пак там, с. 101 – 103
30. ↑  Пак там, с. 128 – 130
31. ↑  Monumenta Germaniae Historica, Scriptores, tomus XXI, Necrologio Sanctæ Waldetrudis.   1224. с. 619. (на латински)
32. ↑  de Villeneuve-Bargemon, Louis François. Histoire de Saint-Louis, roi de France.   Paris, 1839. p. 71. (на френски)
33. ↑  Samuel Guichenon, Preuves de l'Histoire généalogique de la royale maison de Savoie, с. 97 – 99
34. ↑  Schipa, Michelangelo. "L'Italia e la Sicilia sotto Federico II" //  Storia del mondo medievale cap. V, vol. V.   с. 193.
35. ↑  Wurstemberger, L. Peter der Zweite, Graf von Savoyen, Markgraf in Italien. Т. doc. 218 -227.   с. 116 – 118. (на латински)
36. ↑  Previté-Orton, Charles W. "L'Italia nella seconda metà del XIII secolo". Т. cap. VI, vol. V.   с. 204. (на италиански)
37. ↑  Пак там, с. 204
38. ↑  Matthæi Parisiensis, monachi Sancti Albani. Chronica majora. Т. vol. V.   с. 255. (на латински)
39. ↑  Pansa. Vita del gran pontefice Innocenzio quarto.   Napoli, 1598.
40. ↑  Lane Poole, Austin. L'interregno in Germania.   с. 128. (на италиански)
41. ↑  Wurstemberger, L. Peter der Zweite, Graf von Savoyen, Markgraf in Italien. Т. doc. 306.   с. 159 – 162. (на латински)
42. ↑  Wurstemberger, L. Peter der Zweite, Graf von Savoyen, Markgraf in Italien, doc. 329, pagg. 170 e 171.   с. 170 – 171. (на латински)
43. ↑  Castel, Raymond, André, Elisabeth. Le lac du Bourget: 50 ans de recherches archéologiques, 5000 ans d'histoire.   La Fontaine de Siloé, 2004. ISBN 978-2-8420-6241-5. p. 247. (на френски)
44. ↑  Wurstemberger, L. Peter der Zweite, Graf von Savoyen, Markgraf in Italien. Т. doc. 337.   с. 173. (на латински)
45. ↑  Guichenon, Samuel. Histoire généalogique de la royale maison de Savoie, justifiée par titres, fondations de monastères, manuscrits, anciens monuments, histoires et autres preuves authentiques. Livres 1 – 2.   Lyon, G. Barbier, 1660. p. 277. (на френски)
46. ↑  Frézet, Jean. Histoire de la Maison de Savoie. Т. 1.   1826. p. 205. (на френски)
47. ↑  Genoux, Claude. Histoire de la Savoie.   Montmélian, La Fontaine de Siloé,, 1997. ISBN 284206044X. p. 116 – 117. (на френски)
48. ↑  Guichenon, Samuel. Histoire généalogique de la royale maison de Savoie, justifiée par titres, fondations de monastères, manuscrits, anciens monuments, histoires et autres preuves authentiques. Livres 1 – 2.   1660. p. 278. (на френски)
49. ↑  Frézet, Jean. Histoire de la Maison de Savoie. Т. 1.   p. 206. (на френски)
50. ↑  Savoia //  Enciclopedia genealogica del Mediterraneo.   Посетен на 3.5.2020. (на италиански)
51. 1 2  Frézet, Jean. Histoire de la Maison de Savoie. Т. 1.   p. 208 – 212. (на френски)
52. ↑  Cox, Eugene L. The Eagles of Savoy.   Princeton University Press, 1974. ISBN 0691052166. p. 254 – 259. (на английски)
53. ↑  Demotz, Bernard. Le comté de Savoie du xie au xve siècle : Pouvoir, château et État au Moyen Âge.   Genève, Slatkine, 2000. ISBN 2-05101-676-3. с. 77.
54. ↑  Matthæi Parisiensis, monachi Sancti Albani. Chronica majora. Т. V.   с. 741. (на латински)
55. ↑  Frézet, Jean. Histoire de la Maison de Savoie.   p. 213 – 222. (на френски)
56. 1 2  Enciclopedia Genealogica del Mediterraneo. Tommaso III di Savoia //   Посетен на 10.5.2020. (на италиански)
57. ↑  MedLands. LOUIS de Forez //   Посетен на 10.5.2020. (на английски)

|  | Тази страница частично или изцяло представлява превод на страницата Tommaso II di Savoia и страницата Thomas II de Piémont в Уикипедия на италиански и френски език. Оригиналните текстове, както и този превод, са защитени от Лиценза „Криейтив Комънс – Признание – Споделяне на споделеното“, а за творби, създадени преди юни 2009 година – от Лиценза за свободна документация на ГНУ. Прегледайте историята на редакциите на оригиналните страници тук и тук, за да видите списъка на техните съавтори. ВАЖНО: Този шаблон се отнася единствено до авторските права върху съдържанието на статията. Добавянето му не отменя изискването да се посочват конкретни източници на твърденията, които да бъдат благонадеждни. |

|  | Тази страница частично или изцяло представлява превод на страницата Thomas, Count of Flanders в Уикипедия на английски. Оригиналният текст, както и този превод, са защитени от Лиценза „Криейтив Комънс – Признание – Споделяне на споделеното“, а за съдържание, създадено преди юни 2009 година – от Лиценза за свободна документация на ГНУ. Прегледайте историята на редакциите на оригиналната страница, както и на преводната страница, за да видите списъка на съавторите. ВАЖНО: Този шаблон се отнася единствено до авторските права върху съдържанието на статията. Добавянето му не отменя изискването да се посочват конкретни източници на твърденията, които да бъдат благонадеждни. |